# Universitatea din Artois
Universitatea din Artois (în franceză Université d'Artois) este o universitate franceză fondată în 1992 (prin decretul nr. 91-1160 din 7 noiembrie 1991) și situată în mai multe localități din partea de nord a Franței (Arras, Béthune, Douai, Lens, Liévin). Sediul central este situat în Arras.
Veche filială a Universității din Lille, Universitatea din Artois este membră a COMUE Lille Nord de France.

## Istoric

### Înființarea universității multipolare din Pas-de-Calais
În 1986 a început să se ia în considerare înființarea de filiale ale Universității din Lille. Parlamentarii aleși din Pas-de-Calais au fost îngrijorați de proliferarea acestor filiale și au solicitat crearea unei universități autonome cu scopul de a reduce decalajul în formarea profesională a locuitorilor acelei zone. În 1988 raportul TEN a indicat faptul că aproape trei sferturi din populația zonei Pas-de-Calais nu aveau calificări în comparație cu o medie națională de 67%. În 1990, Lionel Jospin, pe atunci ministru al educației, a lansat planul „Universités 2000” (unul dintre planurile de modernizare ale universităților franceze). În cele din urmă s-au înființat nu una, ci două universități multipolare. Departamentul de Nord a obținut un acord de solidaritate: Université du Littoral  cu o filială la Dunkerque și Université d'Artois cu o filială la Douai. Consiliul general a finanțat acest proiect cu o sumă de 280 de milioane de franci, din care 100 de milioane de franci în anul 1990.

### De construcții de la universitatea, deschidere și dezvoltare
Înființarea Universității din Artois a necesitat construirea de spații cu suprafața de 92.000 m2, care au costat o sumă totală de 492 de milioane de franci. Un decret al Ministerului Învățământului superior a formalizat în mod oficial crearea universității pe 7 noiembrie 1991.

### Lista președinților
- Alain Lottin, profesor de istorie modernă, a fost primul președinte din 1991 până în 2000, mai întâi ca administrator provizoriu și apoi ca președinte din 17 ianuarie 1997.
- Jean-Jacques Pollet, profesor de limbă, literatură și civilizație germanică, a fost președinte din 2000 până în 2005. El a fost numit în funcția de rector al Academiei din Rouen înainte de sfârșitul mandatului său.
- Jacques Sys, profesor de limbă, literatură și civilizație britanică, a fost președinte din 2005 până în 2006. El a demisionat înainte de sfârșitul mandatului din motive de sănătate.
- Christian Morzewski, profesor de literatură contemporană, a fost ales președinte în 2006.
- Francis Marcoin, profesor de literatură franceză, a fost ales președinte pe 25 mai 2012.
- Pasquale Mammone, profesor de matematică, ales președinte pe 25 mai 2016.

## Unități componente
Universitatea din Artois este compusă din 8 unități de formare și cercetare (UFR) și 2 institute universitare de tehnologie (IUT).

### Unități de Formare și Cercetare

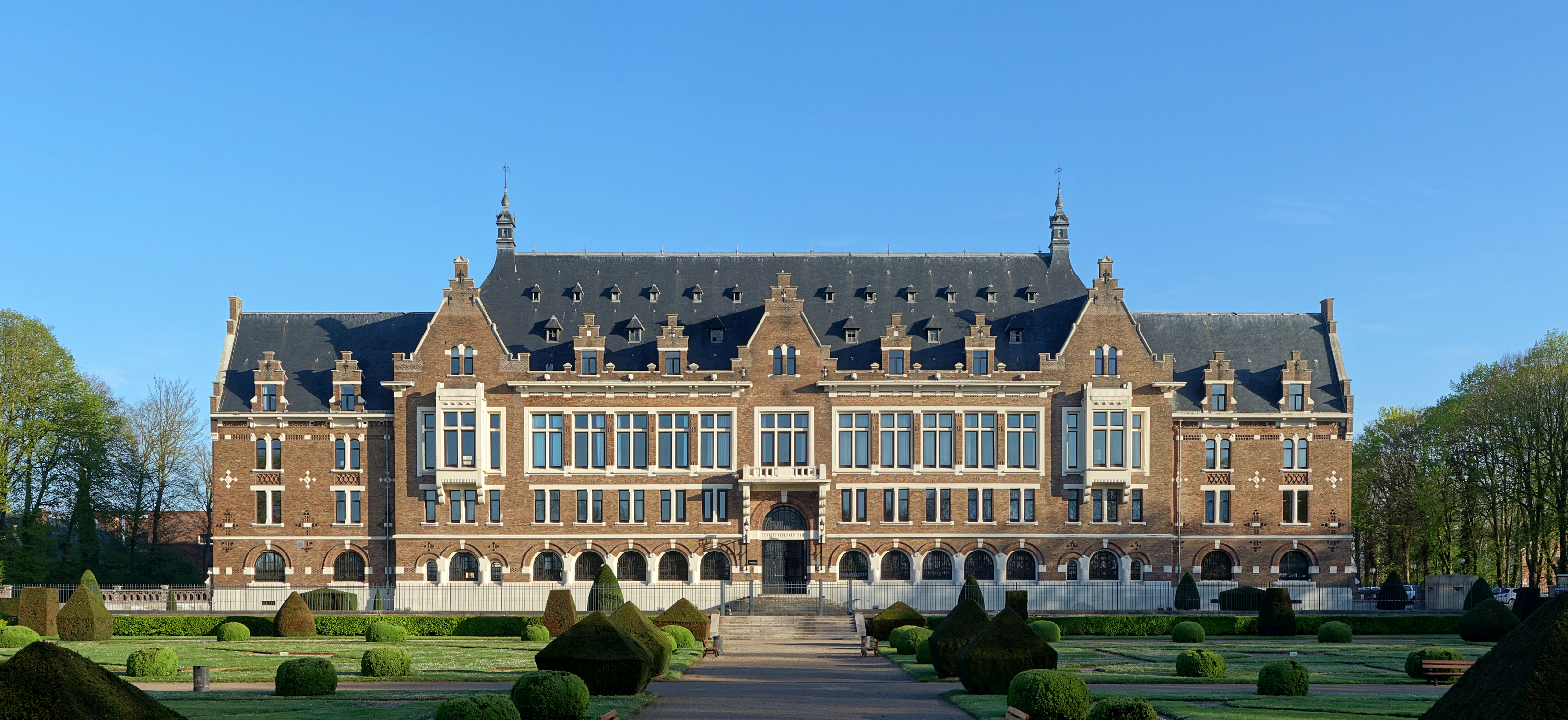
Clădirea filialei din Lens a Universității din Artois

- UFR de istorie, geografie și patrimoniu - Arras
- UFR de limbi străine - Arras
- UFR de litere și arte - Arras
- UFR de economie, gestiune, administrație și științe sociale (EGASS) - Arras
- UFR de drept „Alexis de Tocqueville” - Douai
- UFR de științe aplicate (FSA) - Béthune
- UFR de științe „Jean Perrin” -  Lens
- UFR de științe și tehnici a activităților fizice și sportive (STAPS) - Liévin

### IUT
- Institutul universitar de tehnologie din Béthune
- Institutul universitar de tehnologie din Lens

## Campus
Universitatea din Artois este situată în mai multe campusuri:
- Arras (științe socio-umane, istorie și geografie, arte, litere, limbi străine, economie și științe sociale, management);
- Béthune (științe aplicate, inginerie și tehnologie);
- Douai (drept și științe politice);
- Lens (știință, tehnologie și sectorul terțiar);
- Liévin (STAPS: științe și tehnici a activităților fizice și sportive).

## Instruire și cercetare

### Educație
Universitatea din Artois este o universitate pluridisciplinară, care oferă o gamă largă de cursuri de formare de la nivelul bac + 1 la nivelul bac + 8, organizate conform schemei europene LMD Licență Master Doctorat.
Domenii de formare:
- Arte, Litere, Limbi
- Drept, Economie, Management
- Științe umaniste și sociale
- Științe, Tehnologii, Sănătate
- Științe și tehnici a activităților fizice și sportive

## Personalități

### Foști studenți
- Bruno Bilde, deputat al Frontului Național
- Martha Asunción Alonso, poetă spaniolă

### Profesori
- Suzanne Varga, hispanistă
- Frédéric Turpin, istoric
- Agnès Walch, istoric
- Laurent Neyret, jurist
- Frédéric Leturque, politician

## Legături externe
- Site officiel de l'Université d'Artois
- MOOC de l'Université d'Artois sur le site FUN France Université Numérique/